# Dagmar Kuldová
Dagmar Kuldová (rodným jménem Jarkovská) byla česká parašutistka. Narodila se v Hradci Králové. V roce 1962 se stala mistryní světa ve sportovním parašutismu, v seskoku na přesnost z 1000 metrů. Na stejném šampionátu brala celkové stříbro, na druhém místě skončila i v kategorii akrobacie. Stříbro z MS měla již z roku 1958 (seskok na přesnost z 1500 metrů). Po úspěšném americkém šampionátu v roce 1962 jí byl udělen titul zasloužilá mistryně sportu a rozloučila se se závodní kariérou. V roce 1962 se v anketě Sportovec roku umístila na 9. místě. Hlavním povoláním byla učitelka, učila na školách v Hradci a v Třebechovicích pod Orebem.